# Megascelis
Megascelis är ett släkte av skalbaggar. Megascelis ingår i familjen bladbaggar.
Kladogram enligt Catalogue of Life:
| Megascelis | \| \| Megascelis subtilis \| \| \| \| \| \| Megascelis texana \| \| \| \| |
|            | \| \| Megascelis subtilis \| \| \| \| \| \| Megascelis texana \| \| \| \| |
|            | Megascelis subtilis                                                       |
|            |                                                                           |
|            | Megascelis texana                                                         |
|            |                                                                           |